# Clássico Soviético
O Clássico Soviético era o confronto entre os dois gigantes do futebol soviético — Spartak de Moscou e Dínamo de Kiev. A rivalidade entre as duas equipes tinha grandes proporções por dois fatores principais: a imensa torcida das duas equipes e os desentendimentos entre duas grandes cidades europeias, hoje capitais de seus respectivos países, Moscou e Kiev, que na época pertenciam à mesma nação, a União Soviética. Era o evento esportivo anual ocorrido na URSS que mais reunia público, superando os desfiles populares do Primeiro de Maio, na época os maiores do mundo.
| Dínamo de Quieve | Spartak de Moscou |

## História
A União Soviética era um Estado composto de 15 repúblicas, entre elas a Rússia e a Ucrânia. A capital russa, Moscou, era também a capital soviética, e um dos centros urbanos mais importantes do mundo durante a Guerra Fria. Kiev, por sua vez, sempre foi uma cidade de grande porte, e por isso a capital ucraniana. Dentro da sociedade soviética, sempre existiu uma rivalidade entre russos e ucranianos, por conta de diferenças culturais, como a própria língua, e da história. A Rússia moderna surgiu da Rússia de Kiev, a primeira nação eslava do mundo, e contudo cresceu a ponto de ter uma grande influência sobre a Ucrânia, que por anos de inserção, acabou por absorver a cultura russa, com notável domínio nas regiões fronteiriças. Isso gerou um desconforto entre o povo ucraniano, que passou a cultivar um desprezo com os russos, que por sua vez também tinham um forte complexo de inferioridade com relação aos ucranianos, que consideravam-se os "pais da Rússia". No futebol, os apelidos pejorativos moskal para os moscovitas e khokhol para os quievitas eram frequentemente usados para ofender os torcedores adversários.
O Dínamo e o Spartak tinham as maiores torcidas de seus países, e dentro do Campeonato Soviético, tinham relativo equilíbrio, sem que um se sobressaísse sobre o outro. Além disso, Dínamo e Spartak foram os clubes que primeiro originaram os hooligans do futebol soviético, na década de 1970, aumentando ainda mais a rivalidade, que tomava rumos violentos. Em 1991, a URSS seria extinta oficialmente, e a Rússia e a Ucrânia tornariam-se nações independentes, que posteriormente fundaram seus próprios campeonatos, esfriando fortemente a rivalidade, que ainda persiste quando as duas equipes encontram-se nas principais competições continentais.

Spartak e Dínamo dominavam o futebol soviético, e foram as equipes mais prestigiadas pelos antigos torneios. Com o fim do Campeonato Soviético, o Spartak saiu vitorioso em confrontos diretos, mas o Dínamo levou a melhor com relação a títulos, conquistando 13 campeonatos, enquanto o Spartak coleciona apenas 12 taças.

### A Tragédia de Kiev
Na última rodada do Campeonato Soviético de Outono de 1976, Spartak e Dínamo precisavam vencer incondicionalmente. A vitória era indispensável para que o Dínamo superasse o FC Torpedo e vencesse o torneio, enquanto um empate para o Spartak seria literalmente fatal, levando o clube ao rebaixamento. Em Kiev, o estádio que receberia o jogo lotou, com uma maioria esmagadora de torcedores ucranianos. A polícia, por sua vez, havia limitado o número de ingressos para os torcedores do Spartak, já prevendo os possíveis tumultos que pudessem surgir com o rebaixamento da equipe. Apesar de ter lotação completa, a torcida russa ainda era mínima. Eis que o temido imprevisto acontece, e a partida termina empatada, tirando o título do Dínamo e rebaixando o Spartak. Raivosos pela perda do título, os torcedores ucranianos quebraram o gradeamento que os dividia da torcida russa, e começaram a agredir os torcedores do Spartak. A polícia, com o auxílio de outros espectadores, conseguiu realizar um cordão para evacuar os torcedores russos do estádio, mas o tumulto mesmo assim feriu centenas de presentes. Três torcedores do Spartak morreram.

## Estatísticas

### Recordes
- Maior vitória do Spartak — 5:1 em 1940. 4:0 em 1955 e 1958.
- Maior vitória do Dínamo — 4:1 em 1950, 1966, 1972 e 2008 (duas vezes). 3:0 em 1968, 1978 e 2008.
- Maior número de gols em uma partida — 7 (4:3), em 1957.

#### Combinações

##### Maior período de vitórias do Spartak
- 12 de junho de 1941 — 23 de junho de 1946: 5 vitórias.
- Outubro de 1951 — 16 de abril de 1954: 5 vitórias.
- 20 de setembro de 1987 — 23 de outubro de 1989: 5 vitórias.

##### Maior período sem derrotas do Spartak
- 18 de outubro de 1937 — 15 de agosto de 1950: 14 vitórias e 9 empates.

##### Maior período de vitórias do Dínamo
- 22 de agosto de 1975 — 15 de outubro de 1978: 6 vitórias.

##### Maior período sem derrotas do Dínamo
- 27 de abril de 1964 — 12 de outubro de 1968: 9 vitórias, 5 empates.

### Confrontos diretos

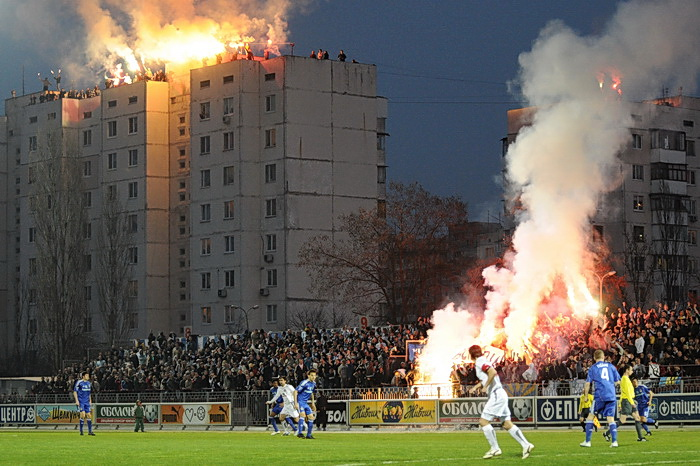
Torcida do Dínamo de Kiev

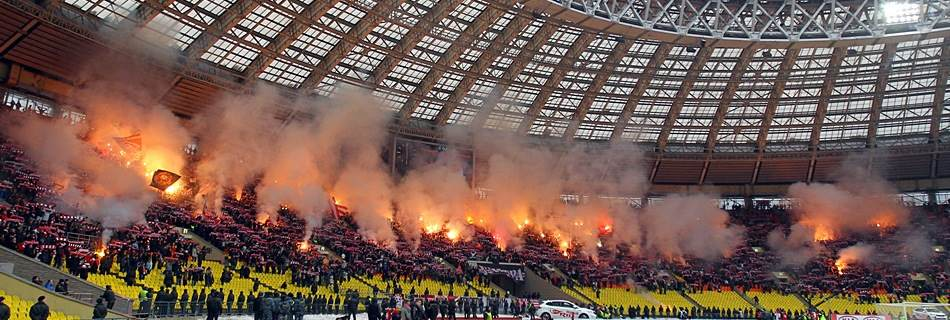
Torcida do Spartak de Moscou.

| Competição                | Partidas | Spartak | Empates | Dínamo |
| ------------------------- | -------- | ------- | ------- | ------ |
| Campeonato Soviético      | 102      | 49      | 19      | 34     |
| Copa da URSS              | 15       | 9       | 2       | 4      |
| Liga dos Campeões da UEFA | 4        | 1       | 0       | 3      |
| Amistosos                 | 9        | 1       | 3       | 5      |
| Total                     | 130      | 60      | 24      | 46     |

### Partidas
| Data          | Competição                      | Mandante         | Visitante        | Placar       |
| 06.06.1936    | Campeonato Soviético            | Spartak Moscou   | Dínamo de Quieve | 1:3          |
| 18.10.1936    | Campeonato Soviético            | Spartak Moscou   | Dínamo de Quieve | 3:3          |
| 17.08.1937    | Campeonato Soviético            | Spartak Moscou   | Dínamo de Quieve | 1:2          |
| 18.10.1937    | Campeonato Soviético            | Dínamo de Quieve | Spartak Moscou   | 1:1          |
| 29.05.1938    | Campeonato Soviético            | Spartak Moscou   | Dínamo de Quieve | 1:1          |
| 12.07.1939    | Campeonato Soviético            | Spartak Moscou   | Dínamo de Quieve | 3:1          |
| 12.10.1939    | Campeonato Soviético            | Dínamo de Quieve | Spartak Moscou   | 2:2          |
| 01.07.1940    | Campeonato Soviético            | Spartak Moscou   | Dínamo de Quieve | 5:1          |
| 08.11.1940    | Campeonato Soviético            | Dínamo de Quieve | Spartak Moscou   | 2:2          |
| 12.06.1941    | Campeonato Soviético            | Spartak Moscou   | Dínamo de Quieve | 3:0          |
| 06.08.1944    | Copa da URSS — Oitavas-de-Final | Dínamo de Quieve | Spartak Moscou   | 1:2          |
| 24.06.1945    | Campeonato Soviético            | Dínamo de Quieve | Spartak Moscou   | 1:2          |
| 29.08.1945    | Campeonato Soviético            | Spartak Moscou   | Dínamo de Quieve | 1:0          |
| 23.06.1946    | Campeonato Soviético            | Dínamo de Quieve | Spartak Moscou   | 1:2          |
| 18.07.1946    | Campeonato Soviético            | Spartak Moscou   | Dínamo de Quieve | 2:2          |
| 16.10.1946    | Copa da URSS — Semifinal        | Spartak Moscou   | Dínamo de Quieve | 3:1          |
| 20.06.1947    | Campeonato Soviético            | Spartak Moscou   | Dínamo de Quieve | 0:0          |
| 10.07.1947    | Copa da URSS — Quartas-de-Final | Spartak Moscou   | Dínamo de Quieve | 2:0          |
| 19.09.1947    | Campeonato Soviético            | Dínamo de Quieve | Spartak Moscou   | 0:0          |
| 11.06.1948    | Campeonato Soviético            | Dínamo de Quieve | Spartak Moscou   | 0:2          |
| 08.09.1948    | Campeonato Soviético            | Spartak Moscou   | Dínamo de Quieve | 1:0          |
| 07.10.1948    | Copa da URSS — Quartas-de-Final | Spartak Moscou   | Dínamo de Quieve | 1:0          |
| 25.04.1949    | Campeonato Soviético            | Dínamo de Quieve | Spartak Moscou   | 0:0          |
| 26.07.1949    | Campeonato Soviético            | Spartak Moscou   | Dínamo de Quieve | 3:0          |
| 20.10.1949    | Copa da URSS — Oitavas-de-Final | Spartak Moscou   | Dínamo de Quieve | 4:1          |
| 27.04.1950    | Campeonato Soviético            | Dínamo de Quieve | Spartak Moscou   | 0:0          |
| 15.08.1950    | Campeonato Soviético            | Spartak Moscou   | Dínamo de Quieve | 1:4          |
| 22.04.1951    | Campeonato Soviético            | Dínamo de Quieve | Spartak Moscou   | 1:0          |
| 06.07.1951    | Campeonato Soviético            | Spartak Moscou   | Dínamo de Quieve | 0:0          |
| ??.10.1951    | Copa da URSS — Oitavas-de-Final | Spartak Moscou   | Dínamo de Quieve | 1:0          |
| 11.08.1952    | Campeonato Soviético            | Spartak Moscou   | Dínamo de Quieve | 4:1          |
| 22.05.1953    | Campeonato Soviético            | Spartak Moscou   | Dínamo de Quieve | 3:1          |
| 30.07.1953    | Campeonato Soviético            | Dínamo de Quieve | Spartak Moscou   | 0:2          |
| 16.04.1954    | Campeonato Soviético            | Dínamo de Quieve | Spartak Moscou   | 2:4          |
| 30.09.1954    | Campeonato Soviético            | Spartak Moscou   | Dínamo de Quieve | 1:1          |
| 03.10.1954    | Copa da URSS — Oitavas-de-Final | Spartak Moscou   | Dínamo de Quieve | 1:3          |
| 10.04.1955    | Campeonato Soviético            | Dínamo de Quieve | Spartak Moscou   | 0:0          |
| 26.08.1955    | Campeonato Soviético            | Spartak Moscou   | Dínamo de Quieve | 4:0          |
| 25.04.1956    | Campeonato Soviético            | Dínamo de Quieve | Spartak Moscou   | 1:1          |
| 14.10.1956    | Campeonato Soviético            | Spartak Moscou   | Dínamo de Quieve | 4:3          |
| 21.04.1957    | Campeonato Soviético            | Dínamo de Quieve | Spartak Moscou   | 2:1          |
| 05.12.1957    | Campeonato Soviético            | Spartak Moscou   | Dínamo de Quieve | 3:2          |
| 29.03.1958    | Campeonato Soviético            | Dínamo de Quieve | Spartak Moscou   | 1:1          |
| 22.08.1958    | Campeonato Soviético            | Spartak Moscou   | Dínamo de Quieve | 3:2          |
| 06.10.1958    | Copa da URSS — Oitavas-de-Final | Dínamo de Quieve | Spartak Moscou   | 0:4          |
| 08.11.1958    | Campeonato Soviético            | Spartak Moscou   | Dínamo de Quieve | 3:2          |
| 05.07.1959    | Campeonato Soviético            | Spartak Moscou   | Dínamo de Quieve | 0:1          |
| 15.08.1959    | Campeonato Soviético            | Dínamo de Quieve | Spartak Moscou   | 2:2          |
| 27.04.1960    | Campeonato Soviético            | Spartak Moscou   | Dínamo de Quieve | 0:1          |
| 07.07.1960    | Campeonato Soviético            | Dínamo de Quieve | Spartak Moscou   | 3:3          |
| 14.05.1961    | Campeonato Soviético            | Spartak Moscou   | Dínamo de Quieve | 2:0          |
| 08.07.1961    | Campeonato Soviético            | Dínamo de Quieve | Spartak Moscou   | 2:0          |
| 23.10.1962    | Campeonato Soviético            | Spartak Moscou   | Dínamo de Quieve | 2:1          |
| 18.11.1962    | Campeonato Soviético            | Dínamo de Quieve | Spartak Moscou   | 0:2          |
| 10.04.1963    | Campeonato Soviético            | Dínamo de Quieve | Spartak Moscou   | 2:1          |
| 28.06.1963    | Copa da URSS — Oitavas-de-Final | Spartak Moscou   | Dínamo de Quieve | 1:0          |
| 14.09.1963    | Campeonato Soviético            | Spartak Moscou   | Dínamo de Quieve | 3:1          |
| 27.04.1964    | Campeonato Soviético            | Spartak Moscou   | Dínamo de Quieve | 1:1          |
| 08.09.1964    | Copa da URSS — Semifinal        | Spartak Moscou   | Dínamo de Quieve | 0:0          |
| 09.09.1964    | Copa da URSS — Semifinal        | Spartak Moscou   | Dínamo de Quieve | 2:3          |
| 12.09.1964    | Campeonato Soviético            | Dínamo de Quieve | Spartak Moscou   | 2:2          |
| 30.06.1965    | Campeonato Soviético            | Dínamo de Quieve | Spartak Moscou   | 0:0          |
| 28.08.1965    | Campeonato Soviético            | Spartak Moscou   | Dínamo de Quieve | 0:2          |
| 01.06.1966    | Campeonato Soviético            | Dínamo de Quieve | Spartak Moscou   | 1:0          |
| 16.09.1966    | Copa da URSS — Quartas-de-Final | Dínamo de Quieve | Spartak Moscou   | 4:1          |
| 20.09.1966    | Campeonato Soviético            | Spartak Moscou   | Dínamo de Quieve | 0:1          |
| 12.04.1967    | Campeonato Soviético            | Dínamo de Quieve | Spartak Moscou   | 1:0          |
| 04.11.1967    | Campeonato Soviético            | Spartak Moscou   | Dínamo de Quieve | 0:2          |
| 14.06.1968    | Campeonato Soviético            | Spartak Moscou   | Dínamo de Quieve | 3:3          |
| 28.06.1968    | Copa da URSS — 2ª Fase          | Dínamo de Quieve | Spartak Moscou   | 3:0          |
| 12.10.1968    | Campeonato Soviético            | Dínamo de Quieve | Spartak Moscou   | 1:0          |
| 23.08.1969    | Campeonato Soviético            | Spartak Moscou   | Dínamo de Quieve | 2:1          |
| 30.10.1969    | Campeonato Soviético            | Dínamo de Quieve | Spartak Moscou   | 0:1          |
| 18.04.1970    | Campeonato Soviético            | Spartak Moscou   | Dínamo de Quieve | 0:0          |
| 13.08.1970    | Campeonato Soviético            | Dínamo de Quieve | Spartak Moscou   | 0:1          |
| 20.05.1971    | Campeonato Soviético            | Spartak Moscou   | Dínamo de Quieve | 0:2          |
| 15.08.1971    | Campeonato Soviético            | Dínamo de Quieve | Spartak Moscou   | 3:2          |
| 15.05.1972    | Campeonato Soviético            | Spartak Moscou   | Dínamo de Quieve | 1:1          |
| 01.08.1972    | Campeonato Soviético            | Dínamo de Quieve | Spartak Moscou   | 4:1          |
| 02.05.1973    | Campeonato Soviético            | Dínamo de Quieve | Spartak Moscou   | 1:1 pen. 3:2 |
| 25.08.1973    | Campeonato Soviético            | Spartak Moscou   | Dínamo de Quieve | 2:1          |
| 23.05.1974    | Campeonato Soviético            | Dínamo de Quieve | Spartak Moscou   | 1:0          |
| 20.08.1974    | Campeonato Soviético            | Spartak Moscou   | Dínamo de Quieve | 2:0          |
| 22.08.1975    | Campeonato Soviético            | Spartak Moscou   | Dínamo de Quieve | 0:1          |
| 08.11.1975    | Campeonato Soviético            | Dínamo de Quieve | Spartak Moscou   | 3:1          |
| 18.04.1976    | Campeonato Soviético            | Spartak Moscou   | Dínamo de Quieve | 0:1          |
| 12.11.1976    | Campeonato Soviético            | Dínamo de Quieve | Spartak Moscou   | 3:1          |
| 28.04.1978    | Campeonato Soviético            | Dínamo de Quieve | Spartak Moscou   | 3:0          |
| 15.10.1978    | Campeonato Soviético            | Spartak Moscou   | Dínamo de Quieve | 0:2          |
| 02.05.1979    | Campeonato Soviético            | Spartak Moscou   | Dínamo de Quieve | 1:0          |
| 28.09.1979’‘‘ | Campeonato Soviético            | Dínamo de Quieve | Spartak Moscou   | 0:2          |
| 16.06.1980    | Campeonato Soviético            | Spartak Moscou   | Dínamo de Quieve | 1:0          |
| 31.10.1980    | Campeonato Soviético            | Dínamo de Quieve | Spartak Moscou   | 2:0          |
| 22.03.1981    | Copa da URSS — Quartas-de-Final | Spartak Moscou   | Dínamo de Quieve | 3:0          |
| 14.06.1981    | Campeonato Soviético            | Dínamo de Quieve | Spartak Moscou   | 2:0          |
| 11.11.1981    | Campeonato Soviético            | Spartak Moscou   | Dínamo de Quieve | 1:2          |
| 27.07.1982    | Campeonato Soviético            | Spartak Moscou   | Dínamo de Quieve | 1:2          |
| 08.11.1982    | Campeonato Soviético            | Dínamo de Quieve | Spartak Moscou   | 1:2          |
| 11.06.1983    | Campeonato Soviético            | Dínamo de Quieve | Spartak Moscou   | 1:1          |
| 01.09.1983    | Campeonato Soviético            | Spartak Moscou   | Dínamo de Quieve | 0:0          |
| 23.06.1984    | Campeonato Soviético            | Dínamo de Quieve | Spartak Moscou   | 0:3          |
| 20.07.1984    | Campeonato Soviético            | Spartak Moscou   | Dínamo de Quieve | 3:1          |
| 28.05.1985    | Campeonato Soviético            | Dínamo de Quieve | Spartak Moscou   | 2:0          |
| 13.09.1985    | Copa da URSS — Oitavas-de-Final | Spartak Moscou   | Dínamo de Quieve | 3:3 pen. 4:3 |
| 19.10.1985    | Campeonato Soviético            | Spartak Moscou   | Dínamo de Quieve | 1:2          |
| 27.04.1986    | Campeonato Soviético            | Dínamo de Quieve | Spartak Moscou   | 2:1          |
| 12.07.1986    | Campeonato Soviético            | Spartak Moscou   | Dínamo de Quieve | 1:0          |
| 10.05.1987    | Campeonato Soviético            | Spartak Moscou   | Dínamo de Quieve | 0:0          |
| 20.09.1987    | Campeonato Soviético            | Dínamo de Quieve | Spartak Moscou   | 0:1          |
| 27.03.1988    | Campeonato Soviético            | Dínamo de Quieve | Spartak Moscou   | 1:2          |
| 22.10.1988    | Campeonato Soviético            | Spartak Moscou   | Dínamo de Quieve | 1:0          |
| 15.04.1989    | Campeonato Soviético            | Dínamo de Quieve | Spartak Moscou   | 1:4          |
| 23.10.1989    | Campeonato Soviético            | Spartak Moscou   | Dínamo de Quieve | 2:1          |
| 06.05.1990    | Campeonato Soviético            | Spartak Moscou   | Dínamo de Quieve | 1:3          |
| 01.09.1990    | Campeonato Soviético            | Dínamo de Quieve | Spartak Moscou   | 3:1          |
| 01.06.1991    | Campeonato Soviético            | Spartak Moscou   | Dínamo de Quieve | 0:2          |
| 26.06.1991    | Campeonato Soviético            | Dínamo de Quieve | Spartak Moscou   | 2:3          |
| 14.09.1994    | Liga dos Campeões da UEFA       | Dínamo de Quieve | Spartak Moscou   | 3:2          |
| 23.11.1994    | Liga dos Campeões da UEFA       | Spartak Moscou   | Dínamo de Quieve | 1:0          |
| 02.02.1997    | Copa da CEI                     | Spartak Moscou   | Dínamo de Quieve | 2:3          |
| 01.02.1998    | Copa da CEI                     | Spartak Moscou   | Dínamo de Quieve | 0:1          |
| 29.01.1999    | Copa da CEI                     | Spartak Moscou   | Dínamo de Quieve | 0:0          |
| 31.01.1999    | Copa da CEI                     | Spartak Moscou   | Dínamo de Quieve | 2:1          |
| 27.01.2002    | Copa da CEI                     | Spartak Moscou   | Dínamo de Quieve | 3:4          |
| 06.02.2006    | Torneio Perviy Kanal            | Spartak Moscou   | Dínamo de Quieve | 1:1          |
| 27.01.2007    | Torneio Perviy Kanal            | Dínamo de Quieve | Spartak Moscou   | 2:2          |
| 24.01.2008    | Torneio Perviy Kanal            | Spartak Moscou   | Dínamo de Quieve | 0:3          |
| 13.08.2008    | Liga dos Campeões da UEFA       | Spartak Moscou   | Dínamo de Quieve | 1:4          |
| 27.08.2008    | Liga dos Campeões da UEFA       | Dínamo de Quieve | Spartak Moscou   | 4:1          |
| 12.02.2012    | Amistoso                        | Spartak Moscou   | Dínamo de Quieve | 0:2          |